# Ogcodes rufomarginatus
Ogcodes rufomarginatus este o specie de muște din genul Ogcodes, familia Acroceridae. A fost descrisă pentru prima dată de Enrico Adelelmo Brunetti în anul 1920.
Este endemică în Sri Lanka. Conform Catalogue of Life specia Ogcodes rufomarginatus nu are subspecii cunoscute.